# پادشاهی قبرس

نقشه قبرس به همراه پایگاه‌های صلیبیون

پادشاهی قبرس (به لاتین: Kingdom of Cyprus) یکی از دولت های صلیبیون بود که مابین سالهای ۱۱۹۲ تا ۱۴۸۹ میلادی تحت حاکمیت دودمان لوزینیان حیات داشت. این دولت علاوه بر تمام خاک جزیره قبرس تصرفاتی نیز در خاک اصلی آناتولی داشت.